# Journées cinématographiques de Carthage 2014
Les Journées cinématographiques de Carthage 2014, 25e édition du festival, se déroulent du 29 novembre au 6 décembre 2014.

## Jury
- Danny Glover, acteur, réalisateur et producteur de cinéma américain
- Salma Baccar, réalisatrice tunisienne
- Rima Khcheich, chanteuse et enseignante libanaise
- Menna Shalabi, actrice égyptienne
- Moussa Touré, cinéaste sénégalais
- Nadir Moknèche, réalisateur franco-algérien
- Renato Berta, directeur de la photographie suisse

## Sélection
- Cold Harbour (en) de Carey McKenzie
- L'Oranais de Lyes Salem
- Loubia Hamra de Narimane Mari
- Soleils (en) de Dani Kouyaté et Olivier Delahaye
- Decor d'Ahmad Abdalla
- Before Snowfall de Hisham Zaman
- Theeb de Naji Abu Nowar
- Veve (en) de Simon Mukali
- La Vallée de Ghassan Salhab
- C'est eux les chiens... de Hicham Lasri
- Half of a Yellow Sun de Biyi Bandele
- Omar de Hany Abu-Assad
- Des étoiles de Dyana Gaye
- Arwad de Samer Najari et Dominique Chila
- Bidoun 2 de Jilani Saadi

## Palmarès
Le palmarès est le suivant :
- Tanit d'or : Omar de Hany Abu-Assad
- Tanit d'argent : C'est eux les chiens... de Hicham Lasri
- Tanit de bronze : Before Snowfall de Hisham Zaman
- Prix du jury : Des étoiles de Dyana Gaye
- Prix du meilleur scénario : Omar de Hany Abu-Assad
- Prix de la meilleure interprétation masculine : Khaled Benaissa dans L'Oranais
- Prix de la meilleure interprétation féminine : Suzan Ilir dans Before Snowfall
- Tanit d'or pour les courts métrages : Peau de colle de Kaouther Ben Hania
- Tanit d'argent pour les courts métrages : Madama Esther de Luck Razanajaona
- Tanit de bronze pour les courts métrages : Les Jours d'avant de Karim Moussaoui
- Tanit d'or pour les longs métrages documentaires : Les 18 Fugitives d'Amer Shomali et Paul Cowan
- Tanit d'argent pour les longs métrages documentaires : Examen d'État de Dieudonné Hamadi
- Tanit de bronze pour les longs métrages documentaires : El Gort de Hamza Ouni
- Prix du public : Omar de Hany Abu-Assad